# Phil Neal
Phil Neal, född 20 februari 1951 i Irchester, är en engelsk före detta fotbollsspelare.
Neal inledde proffskarriären i Northampton Town, där han spelade 187 ligamatcher mellan 1968 och 1974. Han köptes därefter av Liverpool för 66 000 pund och blev då Bob Paisleys första värvning. Neals första match i Liverpool var det mållösa derbyt mot Everton den 16 november 1974. Under sin första säsong spelade han ytterligare 22 ligamatcher, oftast som vänsterback, men han kom snart att ta en ordinarie plats som högerback. Neal spelade 417 ligamatcher i rad innan en skada mot Manchester United i september 1983 gjorde att han missade den efterföljande matchen.
Efter totalt 650 matcher lämnade Neal Liverpool i december 1985 för att bli spelande tränare i Bolton Wanderers. Under tiden i Liverpool gjorde han 59 mål, varav de flesta på straffspark. I Europacupfinalen mot Borussia Mönchengladbach 1977 avgjorde han matchen genom att göra 3–1 på straff åtta minuter före slutet och i Europacupfinalen mot Roma 1984 gjorde han ett spelmål under ordinarie matchtid samt ett mål i straffsparksläggningen som Liverpool vann.
Neal är en av de mest framgångsrika spelarna i Liverpools historia. Han blev ligamästare åtta gånger, Ligacupvinnare fyra gånger, Europacupvinnare fyra gånger och UEFA-cupvinnare en gång. 1984 efterträdde han Graeme Souness som lagkapten och ledde laget till final i Europacupen 1985, där det dock blev förlust mot Juventus i en match som är mest ihågkommen för kravallerna på Heyselstadion där 39 människor omkom. Han spelade även 50 landskamper (5 mål) för England mellan 1976 och 1983. Han deltog i EM 1980 och VM 1982.
Spelarkarriären avslutades 1989 efter över 700 ligamatcher för Northampton, Liverpool och Bolton. Neal blev assisterande tränare till Graham Taylor i engelska landslaget och var senare tränare i Coventry City, Cardiff City och Manchester City. Han har även arbetat som fotbollsexpert i radio och tv.